# Ptichodis mensurata
Ptichodis mensurata är en fjärilsart som beskrevs av Walker 1862. Ptichodis mensurata ingår i släktet Ptichodis och familjen nattflyn. Inga underarter finns listade.